# Kasberg (Saltvik, Åland)
Kasberg är en kulle i Åland (Finland). Den ligger i den norra delen av landskapet, 29 km norr om huvudstaden Mariehamn. Toppen på Kasberg är 119 meter över havet, eller 86 meter över den omgivande terrängen. Bredden vid basen är 5,4 km. Kasberg ligger på ön Fasta Åland.
Terrängen runt Kasberg är platt. Havet är nära Kasberg åt nordost. Trakten är glest befolkad. Närmaste större samhälle är Finström, 11,3 km sydväst om Kasberg. 